# Стонборо (Пенсилванија)
Стонборо (енгл. Stoneboro) град је у америчкој савезној држави Пенсилванија.

## Демографија
По попису из 2010. године број становника је 1.051, што је 53 (-4,8%) становника мање него 2000. године.
| Група             | 2000.         | 2010.         |
| Белци             | 1.085 (98,3%) | 1.030 (98,0%) |
| Афроамериканци    | 1 (0,1%)      | 0 (0,0%)      |
| Азијати           | 2 (0,2%)      | 2 (0,2%)      |
| Хиспаноамериканци | 5 (0,5%)      | 8 (0,8%)      |
| Укупно            | 1.104         | 1.051         |